# トロムソ空港

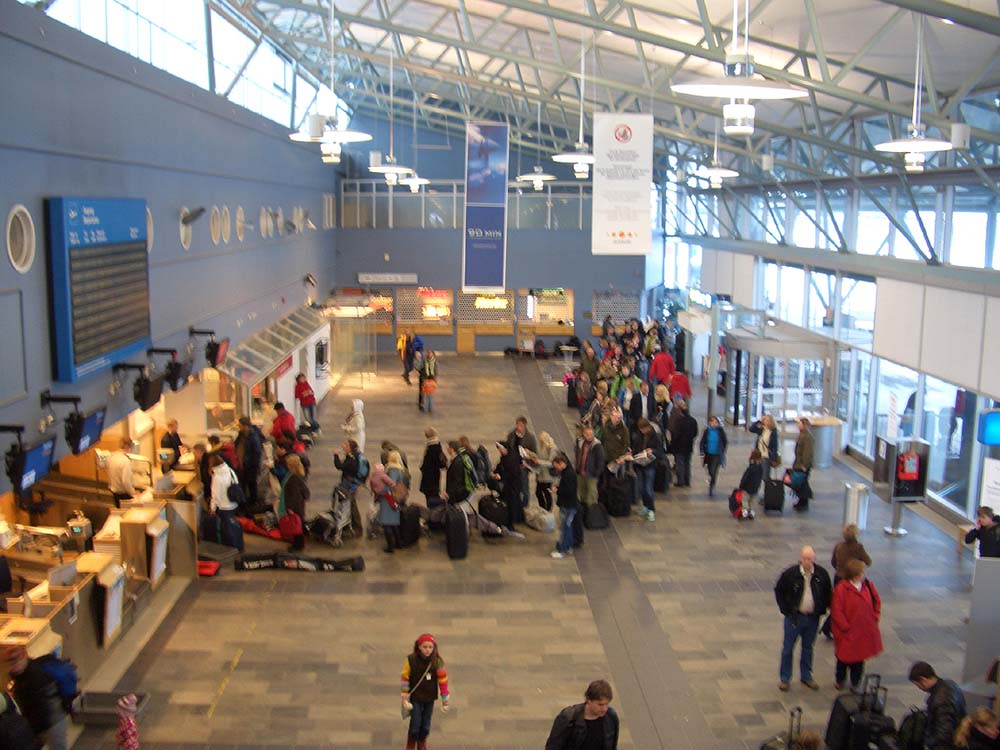
2階保安検査場より見たチェックインカウンター

トロムソ空港（ノルウェー語: Tromsø lufthavn、(IATA: TOS, ICAO: ENTC)）はノルウェー北部の都市トロムソにある空港である。トロムソイヤ島の西側、トロムソの中心市街から北西3kmの距離に位置している。トロムソ以外にもトロムス県の北部・中央部への最寄りの空港となる。ノルウェー北部地方で最大の空港であり、フィンマルク県各地およびスヴァールバル諸島の空港に対してのハブとなっている。定期便はほとんどが国内線だが、イギリス（ロンドン）、ロシア（アルハンゲリスク・ムルマンスク）への国際線も就航している。

## 歴史
1964年9月14日に開港。1930年代よりトロムソとオスロなどとの間に定期便があったが、トロムソ空港の開港以前は水上機で運行されていた。1974年にデ・ハビランド・カナダの短距離離着陸機DHC-6を利用したフィンマルク県への航空ネットワークが開かれ、そのハブ空港として機能するようになった。
最初のターミナルは1977年に扇形のターミナルに改築され、現在でも一部利用されている。
現在のターミナルは1998年に空港全体の拡張近代化に合わせて建てられ、新しい管制塔と、初めてボーディング・ブリッジが備わっている。
この拡張により、空港へのアクセス道路は滑走路端部をくぐるトンネルを通るようになった。

## 就航路線
| 航空会社                 | 就航地 |
| ------------------------ | --- |
| スカンジナビア航空       | アルタ、ボードー、 ロングイェールビーン（スヴァールバル諸島）、ストックホルム（季節就航）、オスロ/ガーデモエン、トロンハイム |
| ノルウェー・エアシャトル | ベルゲン、ボードー、ロンドン/LGW、オスロ/ガーデモエン、オスロ/リュッゲ、トロンハイム |
| ヴィデロー航空           | アルタ、アンデネス、ベルゲン、ベルレヴォーグ、ボードー、ハンメルフェスト・ハーシュタ、ハスヴィク、ホニングスヴォーグ、キルケネス、ラクセルヴ・ガンヴィク・ナルヴィク・ サンデフィヨール（季節就航）、ストックマルクネス、ソークヨセン、トロンハイム、ヴァドソー・ヴァードー |
| エアリンガス             | ダブリン(2025年12月3日より就航予定) |

## 空港へのアクセス
トロムソ空港はトロムソの中心市街まで自動車で10分ほどと至近である。タクシーを利用する場合は150クローネほど。

### バス
中心市街までのフリーブッセン(Flybussen・空港急行バス)が1時間に1～2便ある。空港と市街の間は直行し、市街で数カ所の停留所にとまる。所要時間は20分ほど。また平日には1日3便トロムソ大学行きのフリーブッセンがあり、所要時間は15分ほどである。運賃は均一55クローネで、こどもは半額、往復割引や団体割引もある。
路線バスは40番と42番が空港を経由し、1時間に2～3便ある。1人26クローネで25分ほどかかる。いずれもCominor社による運行。

## 施設
銀行
貯蓄銀行Sparebanken Nord-Norgeの支店があり、外貨両替もできる。
レンタカー
レンタカー5社（AVIS・バジェット・ヨーロッパカー・ハーツ・Sixt）の窓口がある。
無線LAN
有料
空港に近接してバスターミナル、ショッピングセンター、ホテルなどがある。